# Télévision payante

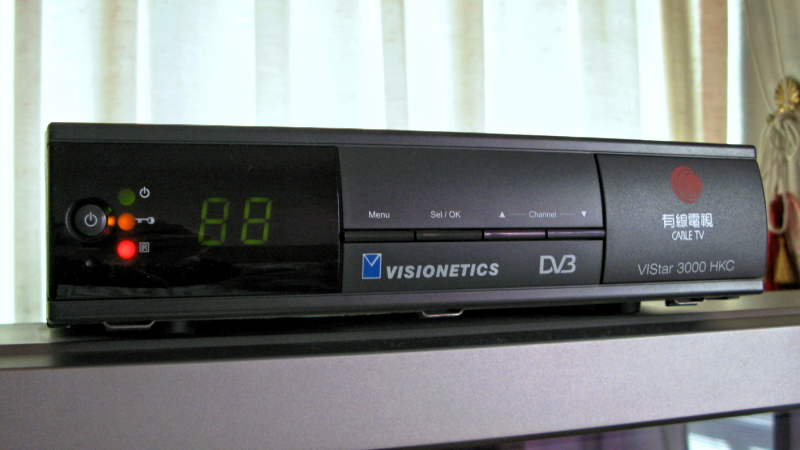
Décodeur de télévision par câble norme DVB-C

Une chaîne de télévision payante est une chaîne de télévision dont l'accès est (au moins partiellement) assujetti à une commercialisation, soit par abonnement, soit en paiement à la séance (pay-per-view, c'est-à-dire achat « impulsionnel » sur le principe de la vidéo à la demande). 

## Histoire
Les chaînes payantes se développent généralement pour une diffusion spécifique axée sur le sport et le cinéma, pour lesquels elles ont la capacité d’acquérir des Droits TV beaucoup plus importants par rapport aux chaînes gratuites. En dehors des éventuelles émissions diffusées « en clair », son signal est généralement « chiffré » et assorti d'un système d'« accès conditionnel » ou contrôle d'accès.

## Méthodes
Plusieurs méthodes sont utilisées afin d'autoriser ou de limiter l'accès des clients :
- Chiffrement dans le cas de la diffusion hertzienne ou par satellite. Dans ce cas, il faut un appareil de déchiffrement, appelé décodeur télévision. Dans la plupart des cas, les chaînes ne fabriquent pas cet appareil et sous-traitent son développement à des sociétés d'électronique ;
- Diffusion du flux au cas par cas dans le cas de l'accès par box Internet (via l'ADSL ou la fibre optique). Il n'y alors pas besoin de chiffrement, mais il faut utiliser un flux montant pour sélectionner et éventuellement payer la chaîne de télévision ou la VoD ;
- Codage, méthode utilisée pour la télévision numérique terrestre.

## Dissémination
La télévision à péage est devenue populaire grâce à la télévision par câble et par satellite. Les services de télévision payante proposent souvent des avant-premières gratuites de leurs services au moins deux ou trois fois par an pour attirer des abonnés potentiels, permettant à ce public plus large d'utiliser le service pendant quelques jours ou quelques semaines,; ces avant-premières sont généralement programmées pour montrer la programmation d'événements spéciaux majeurs, tels que la première d'un film à grand succès sur le câble payant, la première (série ou saison) d'une série originale très attendue ou acclamée par la critique, ou, occasionnellement, un événement spécial. 

## Modèle d'entreprise
Contrairement à la plupart des autres sociétés de télévision multichaînes, qui dépendent de la publicité et des droits d'entrée comme sources de revenus, la plupart des services de télévision payante dépendent presque exclusivement des frais d'abonnement mensuels payés par les clients individuels,. Par conséquent, les chaînes de télévision payante se préoccupent avant tout d'offrir un contenu qui justifie le coût du service, ce qui permet d'attirer de nouveaux abonnés et de fidéliser les abonnés existants,.
De nombreux services de télévision payante se composent de plusieurs chaînes distinctes, appelées services « multiplex » (en référence aux cinémas multiplex), où une chaîne principale phare est accompagnée de services secondaires avec des horaires précis ciblant des genres et des publics spécifiques (par exemple, les multiplex plus axés sur les films « classiques » ou les programmes destinés à la famille), des accords de décalage horaire ou des accords de licence de marque. Ces services sont généralement regroupés avec la chaîne principale sans frais supplémentaires et ne peuvent pas être achetés séparément.